# Čuro
Il Čuro (in russo Чуро?) è un fiume della Russia siberiana orientale, tributario di destra dell'Angara Superiore. Scorre nel Severo-Bajkal'skij rajon della Buriazia.
Il fiume ha origine sui contrafforti occidentali dei monti Deljun-Uranskij (nella sezione occidentale dell'altopiano Stanovoj) ad un'altitudine di circa 1 800 m. Scorre nella zona della taiga montana in direzione prevalentemente sud-occidentale. Nel basso corso la natura della zona diventa paludosa; il letto del fiume segna il confine orientale della catena dei monti dell'Angara Superiore (Верхнеангарский хребет). La lunghezza del Čuro è di 124 km, l'area del bacino di 1 990 km². Sfocia nell'Angara Superiore a 270 km dalla foce.